# Rhaphuma signata
Rhaphuma signata là một loài bọ cánh cứng trong họ Cerambycidae.